# Oncophorus rauei
Oncophorus rauei är en bladmossart som beskrevs av Abel Joel Grout 1937. Oncophorus rauei ingår i släktet knölmossor, och familjen Dicranaceae. Inga underarter finns listade i Catalogue of Life.